# Einion Yrth
Einion ap Cunedda (c. 420-500; r. c. 470–500), también conocido como Einion Yrth (galés para "el Impetuoso"), fue un rey de Gwynedd.[cita requerida][cita requerida]
Uno de los hijos de Cunedda,  viajó con su padre al norte de Gales a comienzos de la década de 450 para expulsar a los asaltantes irlandeses de la región. A la muerte de su padre, Einion heredó el control sobre el recién fundado reino de Gwynedd.[cita requerida] Asistido por su hermano Ceredig, gobernante de Ceredigion, y su sobrino Meirion, gobernante de Meirionnydd, Einion continuó la obra de su padre y estableció el dominio de su familia en la región. Fue sucedido por dos hijos: Cadwallon Lawhir y Owain Ddantgwyn.
- Datos: Q2705888